# جانسنتاون، شهرستان جفرسون، ویرجینیای غربی
جانسنتاون (به انگلیسی: Johnsontown) یک منطقهٔ مسکونی در ایالات متحده آمریکا است که در شهرستان جفرسون، ویرجینیای غربی واقع شده‌است.